# Empis ifranensis
Empis ifranensis är en tvåvingeart som beskrevs av Christophe Daugeron 1997. Empis ifranensis ingår i släktet Empis och familjen dansflugor. Inga underarter finns listade i Catalogue of Life.